# Voleurs d'yeux
Pour plus de détails, voir Fiche technique et Distribution.
Voleurs d'yeux (40 min) est la version courte d'un documentaire nommé Voleurs d'organes (52 min). Réalisé par la journaliste française Marie-Monique Robin, il traite de la question du trafic d'organes en Amérique et en Europe. Il a également donné lieu à un livre (Voleurs d'organes, Bayard, 1996) . Un passage emblématique de l'enquête a fait l'objet d'une importante controverse.

## Présentation
En 1993 et 1994, Marie-Monique Robin réalise un documentaire et publie un livre avec les éléments réunis lors de son enquête sur le trafic d'organes (production CAPA). Pour son film, la journaliste enquête en Argentine, au Mexique, en Colombie, aux États-Unis et en Europe et met en relation la pénurie d'organes notamment en Europe et les cas de trafic d'organes en Amérique Latine attestés par la presse.
Lors de sa diffusion en 1993, il reçoit un accueil positif de nombreux titres de presse (Life, Le Monde, etc.).
Le film obtient six prix dont le Prix Albert-Londres et il est projeté aux Nations Unies. Dans la dernière page de son livre Voleurs d'organes, Marie-Monique Robin concluait en citant le rapport rédigé par Eric Sottas, président de l'Organisation mondiale contre la torture (qui dispose d'un statut consultatif permanent à l'ONU) : « Le film de MMR qui a été présenté dans l'enceinte des Nations Unies (...) a permis aux délégués souhaitant se faire une opinion équilibrée de la question, de disposer d'informations solides démontrant que les inquiétudes des rapporteurs prennent leurs sources dans une série d'événements identifiables et non pas de simples rumeurs, et que les enquêtes et mécanismes de contrôle, qui permettent d'exclure tout trafic en ce domaine, sont des plus fragiles, et sont controversés par des témoignages vérifiables. (...) En conclusion, le film doit être considéré comme un élément important dans la recherche de la vérité et sa diffusion, non seulement comme opportune, mais nécessaire pour éviter que ne soit classé un dossier difficile et très grave, d'une importance fondamentale dans le domaine de la défense des droits de l'homme ».

## Controverse ("affaire Jaison")
Dans le documentaire, la journaliste présente entre autres le cas d'un enfant colombien à qui les yeux auraient été soustraits. À la suite de la remise du Prix Albert-Londres, la Clinique Barraquer de Bogota – qui n'était pourtant pas mise en cause par le reportage – dément le fait d'avoir procédé à l'ablation de cornées d'enfants des rues, et fait examiner l'enfant colombien aux spécialistes français Gilles Renard (service d’ophtalmologie de l’Hôtel-Dieu de Paris), Marc Gentilini (maladies infectieuses et tropicales à la Pitié-Salpêtrière) et Alain Fischer (immunopédiatrie à l’hôpital Necker-Enfants malades). En 1995, ces spécialistes concluent que l'enfant présenté comme victime d'un vol d'yeux était en réalité victime d'une grave infection ophtalmologique et que ses cornées n'avaient pas été dérobées. L'expertise concluait : « Il n’y a pas eu de vol des yeux de cet enfant », l’enfant a toujours ses globes oculaires et est atteint d’une kératite bilatérale sévère avec ulcération profonde de la cornée, consécutive à une affection diarrhéique ».
Selon Marie-Monique Robin, ces conclusions auraient été remises en question par un autre groupe de huit experts (dont le DR Pham Chau, chirurgien expert auprès des tribunaux et Dr Pierre Gastaud, directeur du service ophtalmologiste du CHR de Nice) : « Le rapport du professeur Renard est critiquable dans la forme et dans le fond. Douze ans après les événements, il est hasardeux d’avancer une conclusion définitive et tranchée lors même que différentes hypothèses restent recevables » .
La polémique enfle en Colombie, où la presse et les autorités dénoncent le documentaire, allant jusqu'à affirmer que la mère de l'enfant a été soudoyée par la réalisatrice. Le professeur Barraquer, responsable de la clinique de Bogota qui s'était exprimé à la suite de la remise du prix, attribue la facilité à se procurer des cornées non pas à la mutilation d'enfants des rues mais à la loi colombienne qui ordonne le prélèvement de principe des cornées sur les décédés de mort violente, dans un pays où celles-ci sont nombreuses.
Marie-Monique Robin, dans son livre "Voleurs d'organes", affirme que ses détracteurs ont mené une campagne de diffamation relayée par l'United States Information Agency, affirmant que Todd Leventhal de l'USIA avait dénigré le reportage auprès de différents organismes. Elle affirme alors que Todd Leventhal s'est rendu en Europe pour rencontrer différentes personnalités – notamment Henri Amouroux, président du prix Albert-Londres, William Bourdon et Antoine Bernard (FIDH), Jean-Claude Alt (Amnesty International) – dans le but de nier l'existence d'un trafic d'organes, de discréditer le reportage, et tenter de les convaincre qu'elle avait payé les témoins du film plusieurs milliers de dollars. Plusieurs rapports de l'USIA dont un déposé à l'ONU au moment de la polémique ont par ailleurs déclaré qu'il n'y a pas de trafic d'organes et qu'il s'agit d'une rumeur. Toujours selon Marie-Monique Robin, l'USIA aurait demandé expressément à Patrick de Carolis (Zone interdite, M6) de ne pas diffuser le film. Plus récemment (2013), Stéphane Joseph, le directeur de communication du Prix Albert-Londres a déclaré au sujet de la controverse autour de Voleurs d'yeux : « La polémique est venue de pseudo-journalistes sud-américains relayés bizarrement par la CIA elle-même » .
Le Prix Albert-Londres est dans un premier temps suspendu par le jury et une partie de la presse – dont le journal Le Monde – semble finalement douter du bien-fondé du documentaire. Après plusieurs mois de réflexion et de nombreuses auditions le prix sera finalement confirmé : « la commission a œuvré du 2 octobre 1995 au 18 mars 1996, a tenu treize réunions et entendu plus de 20 personnalités. Au terme de ce travail, la commission n’a décelé aucune intention frauduleuse chez la réalisatrice, même si ce reportage n’apporte pas les preuves irréfutables de ce qu’elle avance dans le cas précis de l’enfant Jaison Cruz Vargas ». Le jury mettait en garde à l'avenir le « recours parfois forcé à l'émotion et des commentaires parfois excessifs ».
Le 17 janvier 1996, le tribunal de grande instance de Paris déboute Barraquer de son action en diffamation qu’il avait par ailleurs assortie d'une demande de dommages-intérêts de huit millions de francs. Dans ses attendus, le tribunal indique que « le trafic d'organes est une réalité reconnue par les instances internationales et le milieu médical français [...] Mme Robin disposait d'éléments sérieux pour suspecter la régularité des pratiques en Colombie [...] en refusant de recevoir les reporters, les responsables de la clinique ont favorisé des soupçons qu'ils auraient pu lever en faisant connaître leurs activités ».